# Liste der Kreisstraßen in Stuttgart
Die Liste der Kreisstraßen in Stuttgart ist eine Auflistung der Kreisstraßen im baden-württembergischen Stadtkreis Stuttgart.

## Abkürzungen
- K: Kreisstraße
- L: Landesstraße

## Liste
Die Kreisstraßen behalten die ihnen zugewiesene Nummer nicht bei einem Wechsel in einen anderen Stadt- oder Landkreis. Nicht vorhandene bzw. nicht nachgewiesene Kreisstraßen werden in Kursivdruck gekennzeichnet, ebenso Straßen und Straßenabschnitte, die unabhängig vom Grund (Herabstufung zu einer Gemeindestraße oder Höherstufung) keine Kreisstraßen mehr sind.
Der Straßenverlauf wird in der Regel von Nord nach Süd und von West nach Ost angegeben.
| Nr.    | Verlauf |
| ------ | --- |
| K 9500 | L 1100 – Seeblickweg – Stadtgrenze – (K 1855 im Rems-Murr-Kreis) |
| K 9501 | Schwieberdinger Straße – Werner Straße – Bregenzer Straße – – Bregenzer Straße – Wiener Straße – Wilhelm-Geiger-Platz – Wiener Straße – Stuttgarter Straße – Feuerbacher-Tal-Straße – Furtwänglerstraße – Schumannstraße – Regerstraße – Beethovenstraße – Botnanger Straße – L 1187 |
| K 9503 | L 2255 – Solitudestraße – Bergheimer Steige – K 9505 – Solitude – L 1180 |
| K 9505 | (K 1659 im Landkreis Ludwigsburg) – Stadtgrenze – Solitude – K 9503 |
| K 9506 | (K 1055 im Landkreis Böblingen) – Stadtgrenze – Pascalstraße – K 9503 – /L 1295 |
| K 9507 | – Epplestraße – K 9511 – Epplestraße – Ohnholdstraße – Törlesäckerstraße – Birkheckenstraße – Welfenstraße – Adornostraße – L 1205 |
| K 9508 | L 1200 – Schemppstraße – Kemnater Straße – Stadtgrenze – (K 1217 im Landkreis Esslingen) |
| K 9509 | Rohrackerstraße – L 1198 |
| K 9511 | L 1016/L 1200 – Kirchheimer Straße – Jahnstraße – – Löffelstraße – K 9507 – Löffelstraße – Albstraße – K 9507 |
| K 9512 | K 9514 – Schmidener Straße – Stadtgrenze – (K 1910 im Rems-Murr-Kreis) |
| K 9513 | L 1198 – Hafenbahnstraße – In den Stegwiesen – Augsburger Straße – Stadtgrenze – (K 1270 im Landkreis Esslingen) |
| K 9514 | L 1100 – Reinhold-Meier-Brücke – Gnesener Straße – K 9512 – Gnesener Straße – L 1193 – Augsburger Straße – L 1198 |
| K 9515 | (K 1272 im Landkreis Esslingen) – Stadtgrenze – Flughafenentlastungsstraße – Stadtgrenze – (K 1272 im Landkreis Esslingen) – Stadtgrenze – Flughafenstraße – |
| K 9516 | L 1192 – Echterdinger Straße – L 1206 |